# Aytos
Aytos là một thị trấn thuộc tỉnh Burgas, Bungaria. Dân số thời điểm năm 2011 là 19904 người.

## Dân số
Dân số trong giai đoạn 2004-2011 được ghi nhận như sau:
| Năm | 2004  | 2005  | 2006  | 2007  | 2008  | 2009  | 2010  | 2011  |
| --- | ----- | ----- | ----- | ----- | ----- | ----- | ----- | ----- |
| Dân số | 21038 | 21001 | 20948 | 20913 | 21015 | 21067 | 20930 | 19904 |
| From the year 1962 on: No double counting—residents of multiple communes (e.g. students and military personnel) are counted only once. |       |       |       |       |       |       |       |       |